# Proton Arena

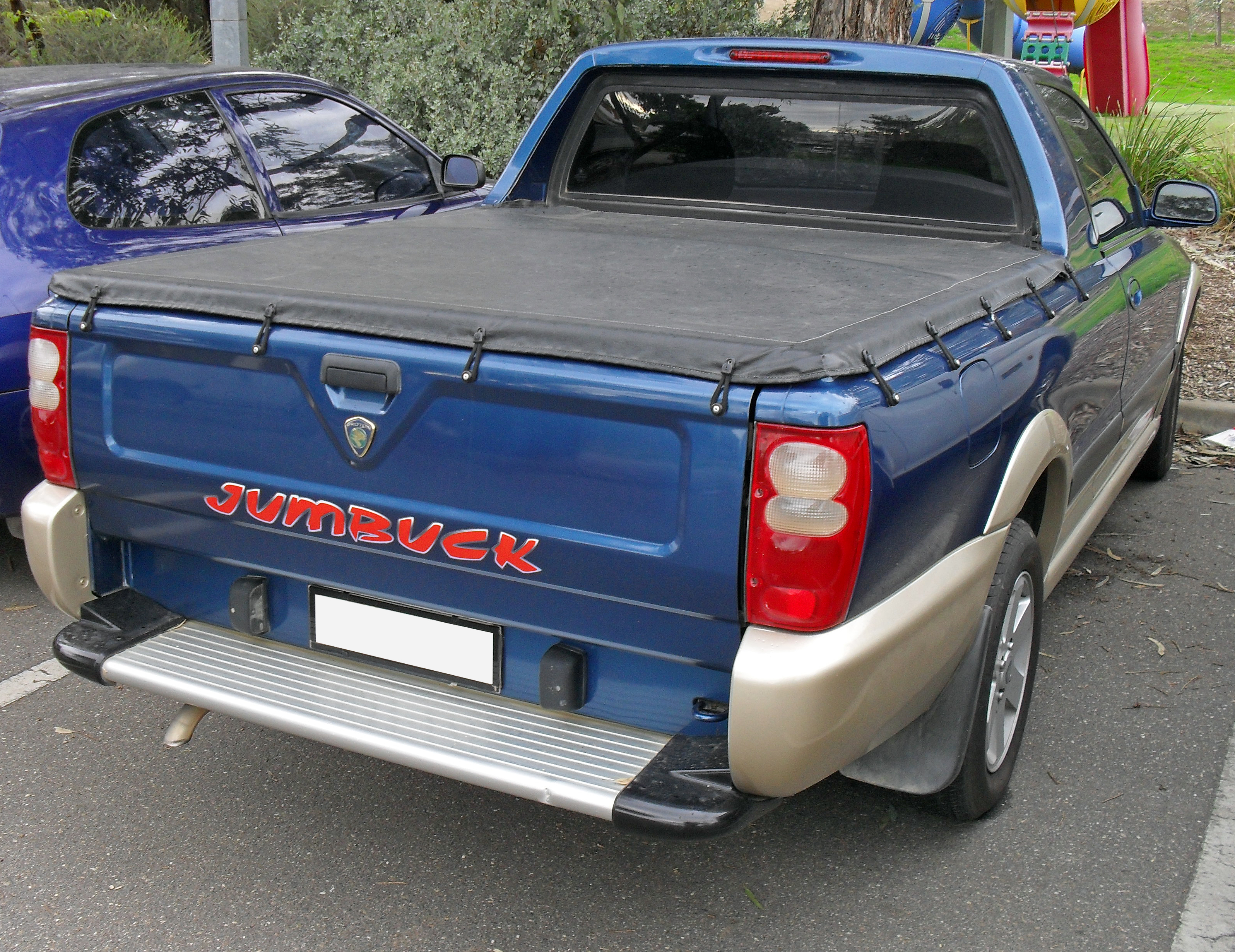
Heckansicht des Proton Jumbuck

Der Proton Arena (auch Proton Jumbuck) ist ein kleiner Ute mit Frontantrieb, der von 2002 bis 2010 vom malayischen Automobilhersteller Proton hergestellt wurde. Er ist der einzige Pick-up von Proton und das einzige Modell, dass sich im Ausland besser verkaufte als zuhause.

## Konstruktion und Leistung

### Karosserie
Der Arena basierte hauptsächlich auf dem 400 / Wira. Von vorne sieht er gleich aus und hat die gleiche Mechanik, besitzt aber nur zwei Sitzplätze in einem Wira-ähnlichen Führerhaus und hinten eine Pritsche, die 1636 mm × 1349 mm × 415 mm misst.
In Malaysia gab es den Arena in drei Varianten, die mit unterschiedlichsten Pritschenausstattungen und Ausstattungspaketen versehen sind, aber in der Mechanik nicht voneinander abwichen:
- Der "Freestyle", das Grundmodell mit offener Pritsche, unverkleidetem Metallgerüst, Stahlfelgen und Achskappen
- Der "Sportdeck", eine Variante mit offener Pritsche wie der Freestyle, aber mit verkleidetem Metallgerüst, einem Karosseriepaket und Alufelgen.
- Der "Fastback", das Spitzenmodell mit Tonneauaufsatz, ähnlich einem Fließheckmodel, Karosseriepaket und Alufelgen

### Fahrgestell
Wie der 400 hatte auch der Arena eine selbsttragende Konstruktion, aber verfügte über einen zusätzlichen Leiterrahmen zur Versteifung und Aufnahme der zusätzlichen Lasten auf der Pritsche.
Der Arena hatte an der Vorderachse die gleiche Einzelradaufhängung wie der 400 an MacPherson-Federbeinen und Querlenkern mit Stabilisator aber eine starre Hinterachse an Blattfedern mit Torsionsstab. Die 14″-Scheibenbremsen vorne sind innenbelüftet, hinten gibt es 9″-Trommelbremsen. Letztere haben Regelventile zur Einstellung der Bremskraft entsprechend der Beladung (LSPV). Der Wagen ist mit Schwerlast-Geländereifen ausgestattet. Lotus sorgte für bessere Handling-Eigenschaften.

### Motor
Wie auch der Wira wird der Arena von einem 1,5 l-Vierzylinder-Reihenmotor mit 12 Ventilen und elektronischer Benzineinspritzung (EFI) aus der Mitsubishi-Orion-Reihe (Typ 4G15) angetrieben. Er ist mit der Motorsteuerung EMS 400 aus eigener Fertigung ausgestattet. Der Arena erfüllt die europäische Abgasnorm Euro II, hat einen geringen Benzinverbrauch, eine Literleistung von 60,6 PS/l (44,6 kW/l) und ein Leistungsgewicht von 11,73 kg/PS (15,95 kg/kW). Der Benzinverbrauch liegt bei 5,8 l / 100 km außerorts und 8,5 l / 100 km innerorts, aber der Motor tut sich mit dem voll beladenen Wagen sehr schwer.

## Marketing
In Malaysia wurde der Wagen als Fahrzeug für Gewerbe und Freizeit beworben. Die nackte Freestyle-Variante ist eigentlich nur für den Transportbedarf gedacht, während der Sportdeck auch für Freizeitaktivitäten empfohlen wird. Der Fastback, das Spitzenmodell, wurde für den Privatmann konzipiert. Natürlich können alle Varianten für gewerbliche und Freizeitaufgaben eingesetzt werden.
Obwohl der Arena auch auf dem Heimatmarkt angeboten wurde, verkaufte er sich auf den Exportmärkten, wie Vereinigtes Königreich, Australien und Südafrika, wo Utes eher üblich sind, besser. Australien, wo der nächste lokale Anbieter AU-$ 8000,-- mehr für seine Utes verlangt, war der größte Abnehmer. Der Arena hatte eine Nische neu besetzt, die vorher vom Subaru Brumby eingenommen wurde.

## Sicherheit
In Malaysia wurden bisher keine unabhängigen Sicherheitstests durchgeführt. Im September 2009 wurde mit dem Jumbuck vom Australasian New Car Assessment Program (ANCAP) ein Crashtest durchgeführt. Das Ergebnis war sehr schlecht; erhielt nur einen Stern von fünf möglichen. Dem Jumbuck fehlen viele Sicherheitseinrichtungen moderner Autos, wie Airbags oder ABS. Das Fehlen dieser Sicherheitseinrichtungen soll den Verkaufspreis gering halten, führt aber zu schlechten Bewertungen. Die Vertretung von Proton in Australien hat die Auswahl des Jumbuck für den Crashtest kritisiert, da dieses Fahrzeug das letzte auf der alten Plattform sei, die Mitte 2010 durch eine neue ersetzt werden solle.